# Finsbury
Finsbury è un quartiere nel Nord di Londra, Inghilterra, parte del borgo londinese di Islington.
Ubicato a circa 3 chilometri a nord-est di Charing Cross, Finsbury si trova a nord rispetto alla Città di Londra e a ovest di Clerkenwell, a est di Shoreditch e a sud di Islington.

## Etimologia
Il primo nome di cui si ha traccia fu Vinisbir (1231) e significa "residenza di un uomo chiamato Finn."
Il nome, come termine geografico di riferimento, è stato sostituito, negli ultimi anni, da Clerkenwell e St Luke's. Anche se "Finsbury" nel nome di edifici Finsbury Tower, Finsbury Estate e Finsbury Library e dal locale quotidiano, Clerkenwell & Finsbury Advertiser.

## Storia
Il nome Finsbury è stato dato ad una parrocchia civile della contea di Middlesex e successivamente al Borgo metropolitano di Finsbury, nella Contea di Londra. In relazione a questo vi si trova anche Finsbury Park alcuni chilometri a nord.